# Richie Sambora
Richard Steven Sambora, (født 11 juli 1959 i Perth Amboy, New Jersey), bedre kendt som Richie Sambora, er en amerikansk guitarist.
Han var en af de grundlæggende medlemmer af bandet Bon Jovi, som han forlod i 2013. Han har også udgivet tre soloalbums og samarbejdet med Bruce Foster (Shark Frenzy).

En af de ting som gør Richie Sambora speciel, er hans mangesidighed. Dette kan bl.a. høres i sange såsom Dry County (med et flere minutter langt guitarsolo) og Love for Sale hvor han viser en teknik på akustisk guitar, som kun få kan. Han anvender også en teknik med en så kaldet "talkbox" som bl.a. høres i Livin' On a Prayer og It's My Life. Blandt de få guitarrister, som anvender denne teknik findes Slash fra Guns N' Roses, Jeff Beck og Joe Perry fra Aerosmith samt Matthias Jabs fra Scorpions.
I Bon Jovi sang han også baggrundsvokaler, og overtog ofte jobbet som forsanger med sangenene Stranger In This Town,I'll Be There For You og Lay Your Hands On Me til live koncerter.

## Privat liv
Sambora bor i Californien og i perioden 1994-2007 var han gift med skuespillerinden Heather Locklear. Parret har sammen datteren Ava Elizabeth Sambora, født i oktober 1997. De blev skilt d. 11 april 2007. Sambora havde derefter et kortere forhold til skuespillerinden Denise Richards. 
Richie har haft et hårdt år bl.a. pga. hans skilssmisse fra Heather Locklear, hans misslykkedes forhold til Denise Richards og hans fars død pga. kræft. Han var to gang indlagt på en afvænningsklinik i 2007, og blev d. 25. marts 2008 anholdt for at have kørt påvirket. I bilen sad bl.a. hans datter Ava Elizabeth. Der var i et stykke tid spekulationer om han ville være med når Bon Jovi skulle spille i Danmark d. 19. juni 2008 i Gl. Estrup, men under retssagen erklærede Richie Sambora sig skyldig i spirituskørsel, og anklagen om uforsvarlig kørsel, fordi at der var børn med i bilen, frafaldt. Han slap derfor kun med en bøde og en betinget dom på 3 år. Derudover skal han på afvænning og gå til regelmæssig kontrol for sit misbrug.
Siden 2014 har Richie dannet par med den australske guitarist Orianthi (tidligere guitarist for     Alice Cooper og Michael Jackson), som han mødte under en vedgørenheds koncert med Alice Cooper, hvor de spillede sammen for første gang. Efterfølgende er det både blevet til en fælles tourné i 2014, og parret er også i gang med at indspille et fælles album - produceret af Micheal Bearden . Albummet er sat til at udkomme i 2015. 
Han er en af de kendte personer som støtter Michael J. Fox Foundation for Parkinson's Research.

## Diskografi

### Solo album
- Stranger In This Town (1991)
- Undiscovered Soul (1998)
- Aftermath Of The Lowdown (2012)

### Album med Bon Jovi
- Bon Jovi (1984)
- 7800° Fahrenheit (1985)
- Slippery When Wet (1986)
- New Jersey (1988)
- Keep the Faith (1992)
- Cross Road: The Best Of Bon Jovi (1994)
- These Days (1995)
- Crush (2000)
- One Wild Night Live 1985-2001 (2001)
- Bounce (2002)
- This Left Feels Right (2003)
- 100,000,000 Bon Jovi Fans Can't Be Wrong (2004)
- Have a Nice Day (2005)
- Lost Highway (2007)
- The Circle (2009)
- What About Now (2013)